# Станкевич Максим Олегович
Максим Олегович Станкевич (нар. 3 січня 1985) — український футболіст, захисник.

## Життєпис
У ДЮФЛУ з 1998 по 2002 рік виступав за КОДЮСШ (Щасливе). Дорослу футбольну кар'єру розпочав 2001 року в складі «Борисфена-2» в аматорському чемпіонаті України. Професіональну кар'єру розпочав у вище вказаному клубі, 3 вересня 2001 року в програному (1:2) виїзному поєдинку 7-го туру групи Б Другої ліги України проти білоцерківської «Рігонди». Максим вийшов на поле на 71-й хвилині, замінивши Сергія Сахна. У футболці «Борисфена» дебютував 19 березня 2002 року в нічийному (0:0) домашньому поєдинку 19-го туру Першої ліги України проти одеського «Чорноморця». Станкевич вийшов на поле на 63-й хвилині, замінивши Олександра Дмитрука, а на 86-й хвилині його замінив Сергій Третяк. У Вищій лізі України дебютував 1 березня 2005 року в програному (1:2) виїзному поєдинку 16-го туру проти сімферопольської «Таврії». Максим вийшов на поле на 71-й хвилині, замінивши Андрія Станкевича. За п'ять з половиною сезонів, проведених у бориспільському клубі, зіграв 49 матчів у чемпіонатах України та 3 поєдинки у кубку України. Також виступав за фарм-клуби, «Борисфен-2» (46 матчів) та «Система-Борекс» (15 матчів).
Навесні 2007 року перейшов у «Десну». У футболці чернігівського клубу дебютував 5 квітня 2007 року в програному (0:1) виїзному поєдинку 25-го туру Першої ліги України проти молодіжненської «Кримтеплиці». Станкевич вийшов на поле в стартовому складі та відіграв увесь матч. У другій половині сезону 2006/07 років провів 12 матчів у Першій лізі України. Влітку 2007 року перебрався в «Княжу». У футболці шасливинського клубу дебютував 29 липня 2007 року в переможному (1:0) домашньому поєдинку 1-го туру групи А Другої ліги України проти хмельницького «Поділля». Максим вийшов на поле в стартовому складі та відіграв увесь матч. Влітку-восени 2007 року зіграв 7 матчів у Другій лізі України та 1 поєдинок у кубку України.